# Thyenula magna
Thyenula magna là một loài nhện trong họ Salticidae.
Loài này thuộc chi Thyenula. Thyenula magna được Wanda Wesołowska & Haddad miêu tả năm 2009.